# Dave Ulliott
David A. „Dave“ Ulliott (* 4. April 1954 in Hull; † 6. April 2015), auch bekannt als  Devilfish, war ein britischer Pokerspieler aus England. Bevor er Pokerprofi wurde, war Ulliott ein Teil der Huller Unterwelt. Am Pokertisch war er bekannt dafür, orange Sonnenbrillen und Schlagringe zu tragen, auf denen die Worte Devil und Fish eingraviert waren. Mit Preisgeldern von über 6,2 Millionen US-Dollar und einem Bracelet gehörte er zu den erfolgreichsten britischen Pokerspielern.

## Die frühen Jahre und kriminelle Aktivitäten
Dave Ulliott wurde 1954 als Sohn von Stanley Ulliott, der als Fallschirmjäger im Zweiten Weltkrieg gedient hatte, und dessen Frau Joyce (geborene Jefferson) in Hull geboren und wuchs in einer Siedlung der Arbeiterklasse auf.
Er war kurzzeitig Mitglied einer Musikband und verließ im Alter von 15 Jahren die Schule ohne Abschluss, um als Trophäenhersteller zu arbeiten. Nachdem er einen Buchmacher besucht und die erste Wette mit der Auszahlung 50:1 gewonnen hatte, begann er mit Pferdewetten. Schließlich verlor er seine Anstellung, weil er einen ganzen Nachmittag auf der Pferderennbahn verbracht hatte.
Nachdem er von einem Safeknacker-Team angeheuert worden war, wurde er von der Polizei gefasst; mehrere Gefängnisstrafen folgten.

## Pokerkarriere
Bereits in jungen Jahren spielte er mit seinen Eltern Poker. In den 1990ern lernte er Gary Whitaker kennen und verbuchte bald die ersten finanziellen Erfolge.
Es wird berichtet, dass Ulliott bei privaten Spielen oft eine Pistole mitnahm, da er häufig in gefährlichen Gegenden spielte.

### Größte Erfolge
- £100 Pot Limit Hold’em, European Open, London, 1996 – Preisgeld £11.325
- £100 Pot Limit Hold’em, Christmas Cracker, London, 1996 – Preisgeld £8.725
- $500 Pot Limit Omaha, Four Queens Poker Classic, Las Vegas, 1997 – Preisgeld $20.700
- £200 Omaha, Spring Classic, London, 1997 Preisgeld – £13.250
- $2.000 Pot Limit Hold’em, WSOP, Las Vegas, 1997 Preisgeld – $180.310
- FF 1.000 Pot Limit Courcheval, Paris, 1997 Preisgeld – $10.902
- FF 1.000 Pot Limit Omaha, Spring Tournament, Paris, 1998 Preisgeld – $30.399
- FF 3.000 Pot Limit Omaha, Autumn Tournament, Paris, 1998 Preisgeld – $18.936
- Late Night Poker Live Fernseh Turnier, Cardiff, 1999 Preisgeld – £40.000
- FF 5.000 Pot Limit Omaha, Spring Tournament, Paris, 2000 Preisgeld – $29.435
- FF 5.000 Pot Limit Omaha, Winter Tournament, Paris, 2000 Preisgeld – $34.735
- FF 5.000 Pot Limit Omaha, Spring Tournament, Paris, 2001 Preisgeld – $24.293
- SIT 1.000.000 No Limit Hold’em, Torneo di Poker, Nova Gorica, 2001 Preisgeld – $30.303
- FF 10.000 Pot Limit Omaha, Summer Tournament, Paris, 2001 Preisgeld – $53.013
- £500 Pot Limit 7-Card-Stud, Euro Poker Championship, London, 2001 Preisgeld – £36.611
- $1.000 Pot Limit Omaha, Binion World Poker Open, Tunica, 2002 Preisgeld – $123.772
- $500 Pot Limit Omaha, Caribbean Poker Classic, Palm Beach, 2002 Preisgeld – $8.150
- £100 Pot Limit Omaha, Northern Lights, Blackpool, 2002 Preisgeld – £6090
- £250 Pot Limit Hold’em, Christmas Cracker, London, 2002 Preisgeld – £10.500
- $10.000 No Limit Hold’em, Binion World Poker Open, Tunica, 2003 Preisgeld – $589.175
- £100 Pot Limit Omaha, Midlands Medley, Walsall, 2004 Preisgeld – £8.000
- £1.250 No Limit Hold’em, British Open, London, 2004 Preisgeld – £90.000
- €500 Pot Limit Omaha, World Heads-Up Champion, Barcelona, 2004 Preisgeld – $29.672
- €10.000 No Limit Hold’em, Euro Finals of Poker, Paris, 2005 Preisgeld – $50.091
- €300 No Limit Hold’em, French Open, Deauville, 2005 Preisgeld – $5.442
- Poker Nations Cup, Cardiff, 2006 Preisgeld – $16.667
- $2.000 No Limit Hold’em, Five Diamond World Classic, Las Vegas Strip, 2006 Preisgeld – $266.160
- $1.000 No Limit Hold’em, World Poker Open, Tunica, 2007 Preisgeld – $109.192
- €750 No Limit Hold’em, Irish Poker Championship, Galway, 2009 Preisgeld – $46.330
- €5.000 No Limit Hold’em, Euro Finals of Poker, Paris, 2009 Preisgeld – $186.382
- 1993 gewann Ulliott zum ersten Mal Geld bei einem öffentlichen Pokerturnier.
- 1996 erspielte er sich innerhalb von zwei Wochen 100.000 Pfund Preisgeld, was ihn dazu veranlasste, zum ersten Mal nach Las Vegas zu gehen.
- Er galt als der beste europäische Omaha-Hold’em-Spieler.
- Bei zwei WSOP-Turnieren musste er sich nur Burt Boutin geschlagen geben.
- Er gewann über 6,2 Millionen US-Dollar bei offiziellen Live-Pokerturnieren.

### World Series of Poker 1997
Bei der WSOP 1997 verlor er in kurzer Zeit 200.000 US-Dollar und weitere 20.000 $, die er sich nach seinen Verlusten ausgeborgt hatte. Er kratzte weitere 2.000 $ zusammen, um in der Variante Pot Limit Texas Hold’em zu spielen. Er kam bis ins Heads-Up gegen seinen Landsmann Chris Truby. Bei der letzten Hand ging er mit einem Flush- und Open-Ended-Straight-Draw All in. Ulliott gewann mit einer Straight auf dem River und erhielt dadurch 180.310 $ und sein erstes Bracelet.
In der weiteren Folge des Turniers nahm er an diversen Cash Games teil, so dass er am Ende über 700.000 $ Gewinn einstreichen konnte.

### Andere Events
Bei einem Turnier der World Poker Tour in Tunica konnte er sich gegen ein Teilnehmerfeld von 160 Spielern durchsetzen und ein Preisgeld von fast 600.000 US-Dollar gewinnen. Zweiter bei diesem Turnier wurde Phil Ivey.
Ulliott nahm außerdem noch erfolgreich am Late Night Poker Event und an diversen kleineren Turnieren, wie etwa dem PartyPoker.com Football & Poker Legends Cup und dem Intercontinental Poker Championship teil. Am 22. Juli 2017 wurde Ulliott in die Poker Hall of Fame aufgenommen.

## Tod
Nachdem bei Ulliott im Februar 2015 Darmkrebs festgestellt worden war, starb er am 6. April 2015 im Alter von 61 Jahren.